# Centquatre-Paris
Centquatre-Paris je veřejné kulturní zařízení v Paříži otevřené 11. října 2008 v prostorách bývalé městské pohřební služby na adrese 104 rue d'Aubervilliers v 19. obvodu.

## Dějiny
V roce 1870 pařížská arcidiecéze zodpovědná za pohřby ve městě, zřídila pohřební službu na místě zvaném Les Petits Noyers. Na pozemcích o rozloze 26 000 m2 podél železniční tratě do stanice Paris-Est vznikla nová budova.
Ta byla otevřena v roce 1874 po dvou letech výstavby. Je dílem architektů Édouarda Delebarre Debaye a Godona pod vedením Victora Baltarda, architekta města Paříže. Navrhli budovu ve stylu tehdejší průmyslové architektury (velkých nádraží a hal Světové výstavy), hojně využívali skleněné, cihlové a litinové konstrukce a železo. Budovu tvoří dvě velké haly s prosklenými střechami o délce více než 270 m.
První sál na rue d'Aubervilliers sloužil k přípravě rakví a výrobě katafalků. Druhá hala na rue de Curial, obsahovala 80 pohřebních vozů a sto vozů v přízemí a 18 stájí v suterénu s 300 koňmi. Byl zde i sklad na 6000 rakví, sýpky s krmivem a nádrž na 50 000 litrů vody.
V sálech se nacházely také obchody nabízejících pohřební ozdoby a dílny pro truhlářství, tapisérii, malířství či zbrojařství.
V roce 1905 po oddělení církve a státu se pohřební ústav stal městským podnikem. Po druhé světové válce se stáje přestavěly na garáže pro 150 dodávek a 92 sedanů s dílnami a mechaniky.
Budova neměla márnici a nesloužila k přijímání těl zesnulých s výjimkou období válek. Během druhé světové války, války v Indočíně a války v Alžírsku byla v budově na žádost veřejných orgánů umístěna repatriovaná těla, než byla předána rodinám.
Během generální stávky v květnu 1968 pohřebáci nestávkovali, ale měsíc fungovali v samosprávě. Po skončení obecního monopolu v roce 1993 činnost v roce 1997 zanikla.
Budova je od roku 1997 zapsána mezi historické památky. Starosta Paříže Bertrand Delanoë zařadil budovu do programu obnovy města v souvislosti s revitalizací čtvrti (otevření Jardins d'Éole).
V roce 2003 pověřilo město Paříž realizací architekty Marca Iseppiho a Jacquese Pajota z Atelieru Novembre. Centquatre bylo slavnostně otevřeno v sobotu 11. října 2008.

## Činnost
Centquatre-Paris je ze zákona veřejné zařízení průmyslové a obchodní povahy pro kulturní spolupráci.
Na 39 000 m2 podlahové plochy (z toho 25 000 m2 užitné plochy) má Centquatre šestnáct uměleckých prostor různé velikosti pro pořádání uměleckých projektů.
Projekt spočívá v hostování umělců různých oborů. Součástí zařízení je též restaurace a kavárna.